# Ray Smith
Ray Smith, född 12 augusti 1929, död 4 juni 2010, var en friidrottare från Australien. Han deltog vid olympiska sommarspelen 1956.